# Bajrush Mjaku
Bajrush Mjaku (ur. 12 stycznia 1952 we wsi Gjurgjedell) – jugosłowiański i północnomacedoński aktor teatralny oraz filmowy pochodzenia albańskiego. Od 1973 do 2022 roku zagrał ponad 120 ról teatralnych.

## Życiorys
Ukończył studia na Uniwersytet w Prisztinie, w 1973 roku został zatrudniony w Narodowym Teatrze Albańskim w Skopje, gościnnie występował także w skopijskim Teatrze Dramatycznym. W latach 1980, 1990 i 2003–2004 pełnił funkcję kierownika artystycznego Teatru Albańskiego w Skopje.

## Wybrane nagrody[1]
- nagroda za główną rolę na Macedońskim Festiwalu Teatralnym im. Wojdana Popgeorgiewa-Czernodrinskiego (1985, 1994, 2004)
- Nagroda 13 Listopada (1996)
- Nagroda 11 Października (1998)
- nagroda im. Klemensa z Ochrydy (1998)